# سيد حسين عباس
سيد حسين عباس (25 أبريل 1989 في باكستان) هو لاعب كرة قدم باكستاني في مركز الوسط. شارك مع منتخب باكستان لكرة القدم. أما مع النوادي، فقد لعب مع WAPDA F.C. ‏.